# 京聯自動車
京聯自動車株式会社（きょうれんじどうしゃ）は、かつて存在したタクシー・ハイヤー事業者。京都府京都市南区に本社を置いていた。

## 概要
1938年に戦時統合で成立。創立者の川本直水は京都交通・京都タクシー・京都観光バスほか数社をもって一代で企業グループを築き上げた。
しかし、その崩壊も速く、1964年から徐々にグループ企業が離脱。1971年には創業の地である西ノ京円町から撤退。いずれも資金繰りの都合だった。2004年には中核企業であった京都交通が経営破綻したが、この際に京聯が同社の負債を抱えたことなどにより整理回収機構の管理下に入るとともに、2005年に新たに持ち株会社「京都聯合」が設立され、川本一族から離れ新しいスタートを切った。
2015年3月31日、民事再生法の適用を申請した。競争激化と社会保険料滞納に伴う経営悪化により資金繰りがつかなくなったことが原因とされる。2015年8月28日付けで民事再生申請を取り下げ、営業終了。京都地方裁判所に破産を申請し、同年9月28日に京都地方裁判所から破産手続開始決定を受けた。
2016年6月、京聯自動車の車両・営業権・土地建物が清算のため競売にかけられ、2016年8月、車両と営業権は、大阪の大阪市平野区に本社を置く東陽運輸グループ傘下で、大阪府守口市に本社を置くタクシー会社・一番株式会社が、不動産は京都市南区に本社を置きバス事業や車両運行管理事業を行うケイルックが売却交渉権を獲得。
その後、タクシー事業は、一番株式会社京都営業所として2016年11月20日に営業再開。旧京聯自動車が使っていたロゴ、車両をそのまま使用し、同社は京都市内において『KYOREN』のブランドで営業した。しかし、新型コロナウイルス禍の影響で一番・京都営業所は閉鎖されることとなり、2020年5月20日をもって、一旦営業終了。
2021年4月16日、大阪バスの手によって営業を再開。屋号は「大阪バスタクシー事業部・京都営業所」＝大バスタクシーとなり、『KYOREN』のブランドは使われなかった。また、所在地は山科区東野舞台町へ移転している。その営業権も東山区にある中国系企業の「株式会社 鐘」へ売却され、「京聯」の跡形もなくなった。
旧・京聯自動車土地建物は、一番・京都営業所時代の2017年2月に敷地西側へケイルックがバス操車場を設置し、2020年10月には本社も移転している。一番撤退後、残りの部分も別の企業の駐車場となった。
京聯自動車の法人自体は、2018年10月17日に法人格が消滅した。

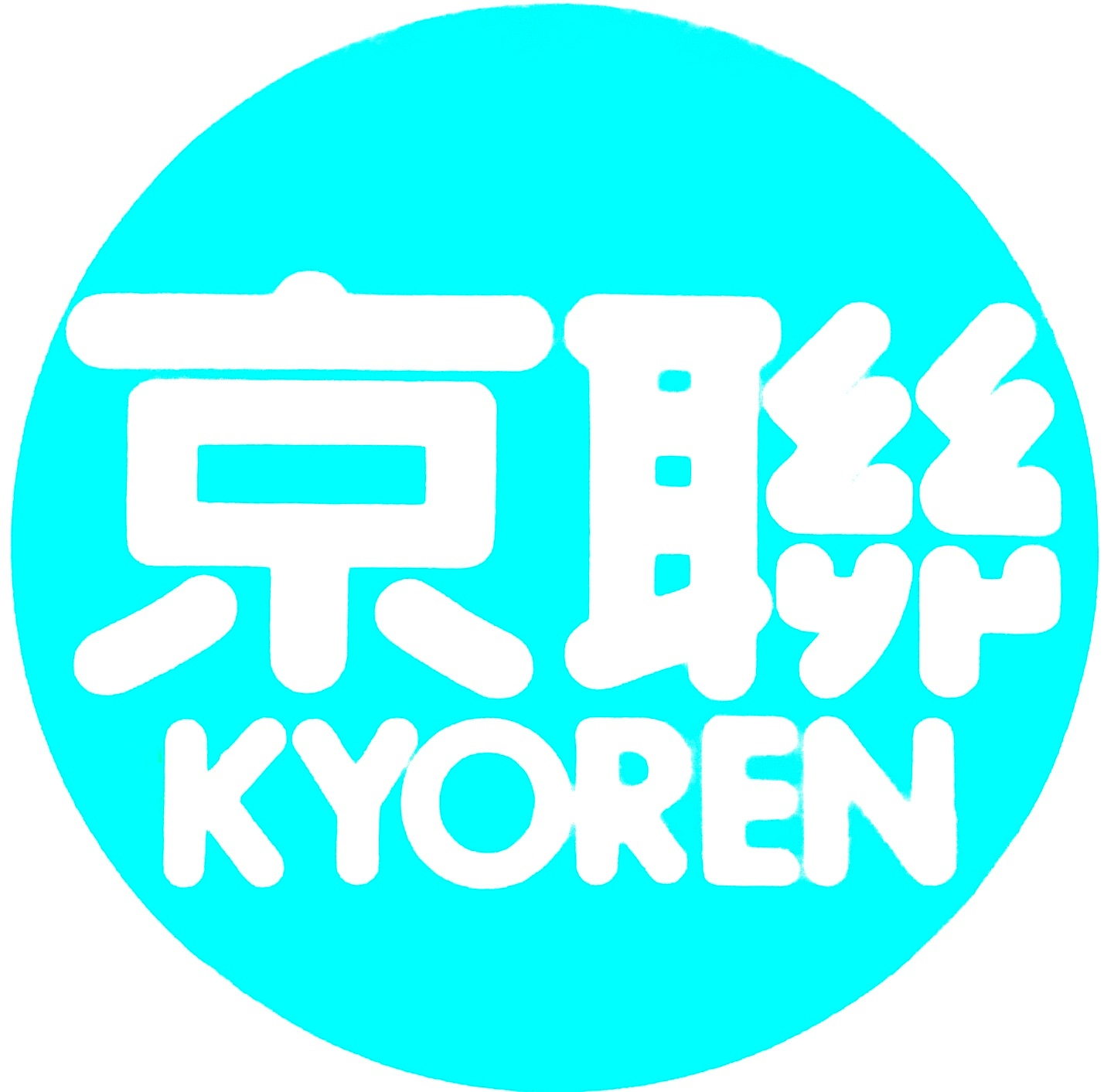
京聯自動車の社章
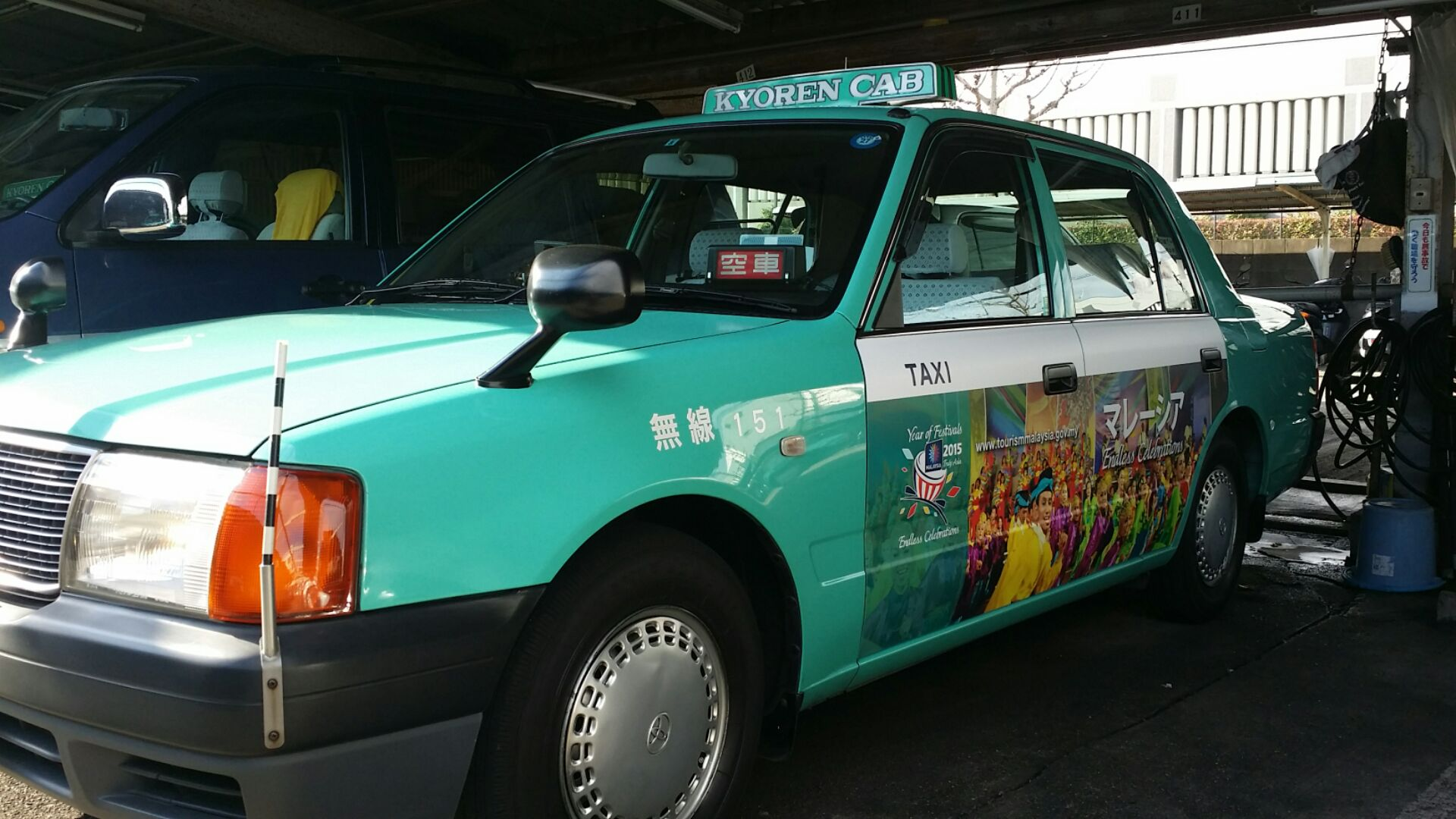
小型車
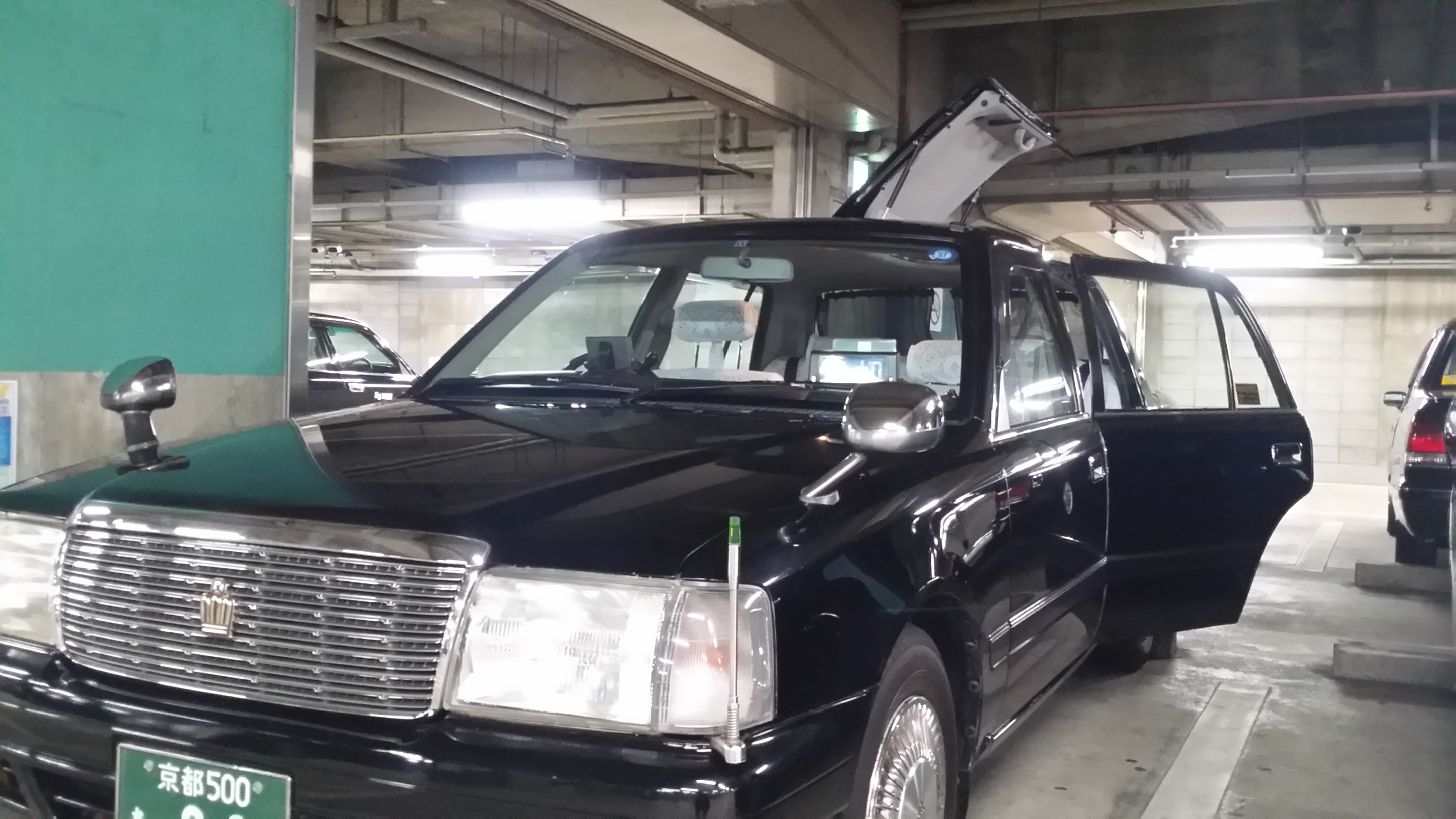
中型車

## 台数と料金
2004年6月21日に運賃を値下げし、京都市内で最も運賃が安いタクシー会社となったが、2007年4月に値上げし値下げ前の運賃に戻った（A料金）。また2014年の運賃改定により、C運賃を採用。
- 車両台数 : 小型車 152両、中型車 20両、特定大型車（ジャンボタクシー）22両
- 運賃
  - 小型車 : 590円、爾後324m又は2分05秒ごとに80円
  - 中型車 : 600円、爾後316m又は2分00秒ごとに80円